# تلاتر
تلاتر، روستایی از توابع بخش الموت غربی شهرستان قزوین در استان قزوین ایران است.

## جمعیت
این روستا در بخش الموت غربی قرار دارد و براساس سرشماری مرکز آمار ایران در سال ۱۳۸۵، جمعیت آن ۱۶۲ نفر (۵۱خانوار) بوده‌است. زبان اهالی روستا تاتی است.

## رهاورد
به دلیل قرار گرفتن روستای تلاتر در منطقه کوهستانی الموت غربی، محصولاتی چون گردو، فندق و زغال اخته در این روستا کشت می‌شود.

## چهره های سرشناس
از جمله شخصیت‌های سرشناس این روستا می‌توان به سید هبة الله حسینی تلاتری، از علما و مجتهدین شیعه و ناصر قوامی، نماینده سابق مجلس شورای اسلامی و رئیس کمیسیون قضایی و حقوقی مجلس ششم اشاره کرد.
[دکتر سید حمید حسینی][معاون وزیر بهداشت]ریس مرکز بهداشت سازمان صداوسیما